# Juan Sebastián Bollaín
Juan Sebastián Bollaín (n. Madrid, 1945) es un arquitecto y urbanista español. Ha escrito, diseñado y editado publicaciones sobre arquitectura y urbanismo. También ha incursionado en el cine y la televisión como director, guionista y productor. Ha sido profesor de Composición y Urbanismo en la Escuela de Arquitectura de Sevilla y profesor de interpretación en el Instituto de Teatro de Sevilla (CAT). Es tío de la directora y actriz, Icíar Bollaín.

## Filmografía como director
- Un encuentro (2009) TV
- La música callada (2008) TV
- Sevilla 2030 (2003)
- Belmonte (1995)
- Dime una mentira (1992)
- Dime una mentira (1990) TV
- Las dos orillas (1986)
- C.A.7.9. un enigma de futuro (1979)
- La ciudad es el recuerdo (1979)
- Sevilla tuvo que ser (1979)
- Sevilla rota (1979)
- Sevilla en tres niveles (1979)
- La Alameda (1978)

## Filmografía como guionista
- Belmonte (1995)